# Carl-Gustaf Lindgren
Carl-Gustaf Lindgren, född 30 juni 1942, är en svensk jurist som var lagman i Örnsköldsviks tingsrätt från 1994 till omkring 2000.
Lindgren utsågs till rådman i Örnsköldsviks tingsrätt 22 december 1983 från att tidigare varit hovrättsråd i hovrätten för Övre Norrland för att 3 februari 1994 utses till lagman där.